# Gérard Lelièvre
Gérard Lelièvre (Francia, 13 de noviembre de 1949) es un atleta francés retirado especializado en la prueba de 5 km marcha, en la que consiguió ser campeón mundial en pista cubierta en 1985.

## Carrera deportiva
En los Juegos Mundiales en Pista Cubierta de 1985 ganó la medalla de oro en los 5 km marcha, con un tiempo de 19:06.20 segundos, por delante del italiano Maurizio Damilano y del australiano Dave Smith (bronce).